# Stirton with Thorlby
Stirton with Thorlby est une paroisse civile du Yorkshire du Nord, en Angleterre.